# Edesjön
Edesjön är en sjö i Söderhamns kommun i Hälsingland och ingår i Ljusnans huvudavrinningsområde. Sjön är 7 meter djup, har en yta på 0,349 kvadratkilometer och är belägen 72,3 meter över havet.

## Delavrinningsområde
Edesjön ingår i det delavrinningsområde (679746-154959) som SMHI kallar för Utloppet av Bodsjön. Medelhöjden är 95 meter över havet och ytan är 3,97 kvadratkilometer. Det finns inga avrinningsområden uppströms utan avrinningsområdet är högsta punkten. Vattendraget som avvattnar avrinningsområdet har biflödesordning 2, vilket innebär att vattnet flödar genom totalt 2 vattendrag innan det når havet efter 26 kilometer. Avrinningsområdet består mestadels av skog (63 procent) och jordbruk (12 procent). Avrinningsområdet har 0,47 kvadratkilometer vattenytor vilket ger det en sjöprocent på 11,8 procent.